# Idaea marialudovicata
Idaea marialudovicata är en fjärilsart som beskrevs av Lucas 1942. Idaea marialudovicata ingår i släktet Idaea och familjen mätare. Inga underarter finns listade i Catalogue of Life.